# Myloplus
A Myloplus a csontos halak (Osteichthyes) főosztályának sugarasúszójú halak (Actinopterygii) osztályába, ezen belül a pontylazacalakúak (Characiformes) rendjébe és a pontylazacfélék (Characidae) családjába tartozó nem.

## Rendszerezés
A nembe az alábbi 13 faj tartozik:
- Myloplus arnoldi Ahl, 1936 - korábban Myleus arnoldi (Ahl, 1936)
- Myloplus asterias (J. P. Müller & Troschel, 1844) - típusfaj; korábban Myleus asterias (J. P. Müller & Troschel, 1844)
- Myloplus levis (Eigenmann & McAtee, 1907) - korábban Myleus levis (Eigenmann & McAtee, 1907)
- Myloplus lobatus (Valenciennes, 1850) - korábban Myleus lobatus (Valenciennes, 1850)
- Myloplus lucienae Andrade, Ota, Bastos & Jégu, 2016
- Myloplus planquettei Jégu, Keith & Le Bail, 2003
- Myloplus rhomboidalis (Cuvier, 1818) - korábban Myleus rhomboidalis (Cuvier, 1818)
- Myloplus rubripinnis (J. P. Müller & Troschel, 1844)
- Myloplus schomburgkii (Jardine, 1841) - korábban Myleus schomburgkii (Jardine, 1841)
- Myloplus ternetzi (Norman, 1929) - korábban Myleus ternetzi (Norman, 1929)
- Myloplus tiete (Eigenmann & Norris, 1900) - korábban Myleus tiete (Eigenmann & Norris, 1900)
- Myloplus torquatus (Kner, 1858) - korábban Myleus torquatus (Kner, 1858)
- Myloplus zorroi Andrade, Jégu & Giarrizzo, 2016